# Palus Epidemiarum
Palus Epidemiarum (Lateinisch für Sumpf der Seuchen) ist eine sich über knapp 300 km erstreckende Ebene von erstarrter Lava auf dem Erdmond, die von der Entstehung her den größeren Maria gleicht. Sie liegt südwestlich des Mare Nubium.